# Black and White
Black & White är det andra albumet av bandet The Maine och släpptes den 13 juli 2010. Från albumet släpptes två singlar, "Inside Of You" och "Growing Up". Albumet hamnade på #16 på Billboard 200 och det såldes i 22 634 exemplar under den första veckan. Black & White spelades in i Kalifornien med producenten Howard Benson (My Chemical Romance, The All-American Rejects).

## Låtlista
1. "Don't Stop Now" - 3:36
2. "Right Girl" - 3:36
3. "Growing Up" - 4:00
4. "Fuel to the Fire" - 3:11
5. "Inside of You" - 3:50
6. "Every Road" - 3:37
7. "Listen to Your Heart" - 3:15
8. "Saving Grace" - 3:53
9. "Give It to Me" - 2:42
10. "Color" - 3:41
Bonuslåtar på deluxe edition
11. "Right Girl" (akustisk)
12. "Inside of You" (akustisk)